# The Mandalorian
The Mandalorian (Bra: The Mandalorian no Disney+ ou The Mandalorian: Uma História de Guerra nas Estrelas em sua exibição na Globo) é uma série de televisão americana de faroeste espacial criada por Jon Favreau para o serviço de streaming Disney+. É a primeira série live-action da franquia Star Wars, começando cinco anos após os eventos de O Retorno de Jedi (1983), e estrelado por Pedro Pascal como o personagem-título, um caçador de recompensas solitário que foge para proteger "A Criança".
O criador de Star Wars, George Lucas, começou a desenvolver uma série de televisão em live-action de Star Wars em 2009, mas este projeto foi considerado muito caro para produzir. Ele vendeu a Lucasfilm para a Disney em outubro de 2012. Posteriormente, o trabalho em uma nova série de Star Wars começou para o Disney+. Favreau assinou contrato em março de 2018, atuando como escritor e showrunner. Ele é produtor executivo ao lado de Dave Filoni, Kathleen Kennedy e Colin Wilson. O título da série foi anunciado em outubro de 2018, com as filmagens começando no Manhattan Beach Studios, na Califórnia. A empresa de efeitos visuais Industrial Light & Magic desenvolveu a tecnologia StageCraft para a série, usando cenários virtuais e uma parede de vídeo de 360 graus para criar os ambientes da série. Desde então, isso foi adotado por outras produções de cinema e televisão.
The Mandalorian estreou com o lançamento do Disney+ em 12 de novembro de 2019. A primeira temporada de oito episódios foi recebida com críticas positivas, foi indicada para Melhor Série Dramática no 72º Primetime Emmy Awards e ganhou sete Primetime Creative Arts Emmy Awards. Uma segunda temporada estreou em 30 de outubro de 2020, com críticas positivas, e uma terceira temporada está programada para ser lançada em fevereiro de 2023. Os spin-offs O Livro de Boba Fett e Ahsoka expandem a linha temporal da série, assim como Star Wars: Skeleton Crew.

## Premissa

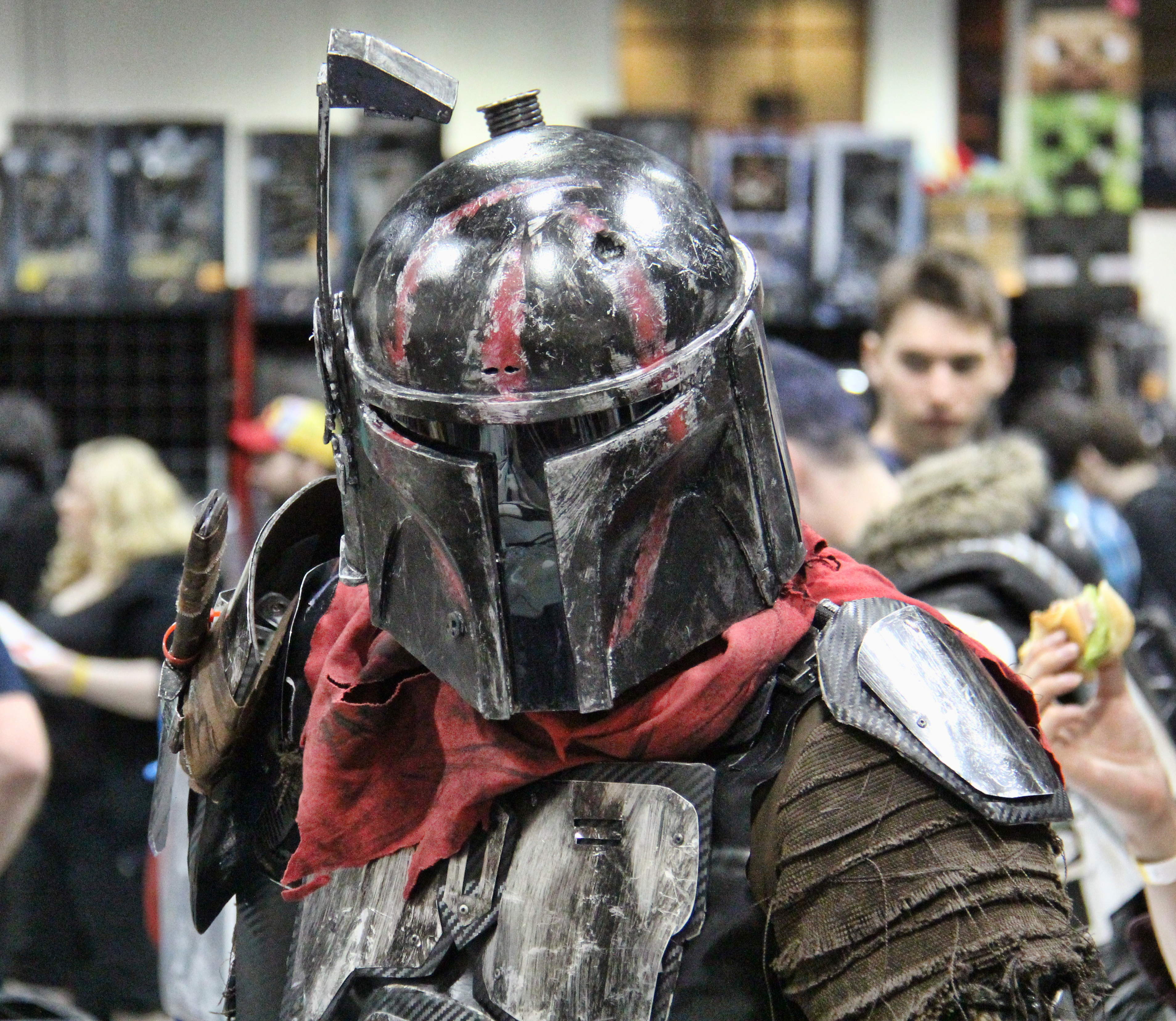
Cosplay de um Mandaloriano (da franquia Star Wars) na Calgary Comic & Entertainment Expo 2016

Começando cinco anos após os eventos de O Retorno de Jedi (1983) e a queda do Império Galáctico, The Mandalorian segue Din Djarin, um solitário caçador de recompensas Mandaloriano nos confins da galáxia. Ele é contratado pelas forças imperiais remanescentes para recuperar a criança Grogu, mas em vez disso foge para proteger a criança. Enquanto procuram reunir Grogu com sua espécie, ele é perseguido por Moff Gideon, que quer usar a conexão de Grogu com a Força. A dupla então viaja para Mandalore para que Din Djarin possa se redimir por suas transgressões de remover seu capacete.

## Elenco e personagens
Pedro Pascal estrela como Din Djarin, personagem-título da série. Pascal comparou Djarin, um caçador de recompensas solitário com habilidades avançadas de combate e "caráter moral questionável", a Clint Eastwood. O nome real do personagem não é dado até o "Chapter 8: Redemption", mas Pascal o revelou acidentalmente no início de novembro de 2019. Sua recompensa em "Chapter 1: The Mandalorian" é "A Criança" - coloquialmente conhecido como "Baby Yoda" pelos espectadores - um bebê da mesma espécie que Yoda, criado com animatrônica e fantoches (aumentados com efeitos visuais). Ele se torna o protegido do Mandaloriano, e é revelado que se chama Grogu no "Chapter 13: The Jedi".
A primeira temporada apresenta várias co-estrelas recorrentes, incluindo Carl Weathers como Greef Karga, líder de uma guilda de caçadores de recompensas; Werner Herzog como "O Cliente", um homem enigmático; Omid Abtahi como Dr. Pershing, um cientista que trabalha para o cliente; Nick Nolte como a voz de Kuiil, um fazendeiro de umidade Ugnaught que ajuda o Mandaloriano; Taika Waititi como a voz de IG-11, um droide caçador de recompensas; Gina Carano como Cara Dune, uma ex-soldado de choque rebelde que se tornou mercenária; Giancarlo Esposito como Moff Gideon, um ex-oficial Imperial; e Emily Swallow como "A Armeira", uma Mandaloriana que forja armaduras e equipamentos de aço beskar.
Esposito, Carano, Weathers e Abtahi retornaram para a segunda temporada. Vários atores aparecem como personagens de mídias anteriores de Star Wars, incluindo Timothy Olyphant como Cobb Vanth, Temuera Morrison como Boba Fett, Katee Sackhoff como Bo-Katan Kryze, Rosario Dawson como Ahsoka Tano, e Mark Hamill como Luke Skywalker. Outras co-estrelas recorrentes para a temporada incluem Amy Sedaris como Peli Motto, reprisando seu papel da primeira temporada; Misty Rosas, a performer no set de Kuiil na primeira temporada, como Dona Sapa; Mercedes Varnado como Koska Reeves; e Ming-Na Wen como Fennec Shand, também reprisando seu papel na primeira temporada.
Esposito, Weathers, Sackhoff, Swallow e Abtahi retornaram para a terceira temporada.

## Episódios
| Temporada | Temporada | Episódios | Episódios | Originalmente exibido  | Originalmente exibido  |
| Temporada | Temporada | Episódios | Episódios | Estreia da temporada   | Final da temporada     |
| --------- | --------- | --------- | --------- | ---------------------- | ---------------------- |
|           | 1         | 8         | 8         | 12 de novembro de 2019 | 27 de dezembro de 2019 |
|           | 2         | 8         | 8         | 30 de outubro de 2020  | 18 de dezembro de 2020 |
|           | 3         | ASA       | ASA       | fevereiro de 2023      | ASA                    |

### 1.ª temporada (2019)
| N.º na série | N.º na temp. | Título                                                        | Dirigido por        | Escrito por                                                                  | Exibição original      |
| ------------ | ------------ | ------------------------------------------------------------- | ------------------- | ---------------------------------------------------------------------------- | ---------------------- |
| 1            | 1            | "Chapter 1: The Mandalorian" "(Capítulo 1: O Mandaloriano)"   | Dave Filoni         | Jon Favreau                                                                  | 12 de novembro de 2019 |
| 2            | 2            | "Chapter 2: The Child" "(Capítulo 2: A Criança)"              | Rick Famuyiwa       | Jon Favreau                                                                  | 15 de novembro de 2019 |
| 3            | 3            | "Chapter 3: The Sin" "(Capítulo 3: O Pecado)"                 | Deborah Chow        | Jon Favreau                                                                  | 22 de novembro de 2019 |
| 4            | 4            | "Chapter 4: Sanctuary" "(Capítulo 4: Santuário)"              | Bryce Dallas Howard | Jon Favreau                                                                  | 29 de novembro de 2019 |
| 5            | 5            | "Chapter 5: The Gunslinger" "(Capítulo 5: A Pistoleira)"      | Dave Filoni         | Dave Filoni                                                                  | 6 de dezembro de 2019  |
| 6            | 6            | "Chapter 6: The Prisoner" "(Capítulo 6: O Prisioneiro)"       | Rick Famuyiwa       | História por: Christopher Yost Roteiro por: Christopher Yost e Rick Famuyiwa | 13 de dezembro de 2019 |
| 7            | 7            | "Chapter 7: The Reckoning" "(Capítulo 7: O Acerto de Contas)" | Deborah Chow        | Jon Favreau                                                                  | 18 de dezembro de 2019 |
| 8            | 8            | "Chapter 8: Redemption" "(Capítulo 8: Redenção)"              | Taika Waititi       | Jon Favreau                                                                  | 27 de dezembro de 2019 |

### 2.ª temporada (2020)
| N.º na série | N.º na temp. | Título                                                     | Dirigido por        | Escrito por   | Exibição original      |
| ------------ | ------------ | ---------------------------------------------------------- | ------------------- | ------------- | ---------------------- |
| 9            | 1            | "Chapter 9: The Marshal" "(Capítulo 9: O Xerife)"          | Jon Favreau         | Jon Favreau   | 30 de outubro de 2020  |
| 10           | 2            | "Chapter 10: The Passenger" "(Capítulo 10: A Passageira)"  | Peyton Reed         | Jon Favreau   | 6 de novembro de 2020  |
| 11           | 3            | "Chapter 11: The Heiress" "(Capítulo 11: A Herdeira)"      | Bryce Dallas Howard | Jon Favreau   | 13 de novembro de 2020 |
| 12           | 4            | "Chapter 12: The Siege" "(Capítulo 12: O Cerco)"           | Carl Weathers       | Jon Favreau   | 20 de novembro de 2020 |
| 13           | 5            | "Chapter 13: The Jedi" "(Capítulo 13: A Jedi)"             | Dave Filoni         | Dave Filoni   | 27 de novembro de 2020 |
| 14           | 6            | "Chapter 14: The Tragedy" "(Capítulo 14: A Tragédia)"      | Robert Rodriguez    | Jon Favreau   | 4 de dezembro de 2020  |
| 15           | 7            | "Chapter 15: The Believer" "(Capítulo 15: O Que Acredita)" | Rick Famuyiwa       | Rick Famuyiwa | 11 de dezembro de 2020 |
| 16           | 8            | "Chapter 16: The Rescue" "(Capítulo 16: O Resgate)"        | Peyton Reed         | Jon Favreau   | 18 de dezembro de 2020 |

### 3.ª temporada
A terceira temporada de The Mandalorian foi confirmada por Favreau em abril de 2020. A estreia está prevista para fevereiro de 2023.

### 4.ª temporada
Uma quarta temporada foi confirmada por Favreau em maio de 2022.

## Produção

### Desenvolvimento
Em 2019, Jon Favreau revelou ao The Hollywood Reporter que ele apresentou pela primeira vez a ideia do que se tornou O Mandalorian para Kathleen Kennedy durante o verão de 2017, enquanto dirigia o remake fotorrealístico de O Rei Leão para a Walt Disney Pictures. Kennedy colocou Favreau em contato com Filoni, e quando os dois homens se conheceram, Filoni começou a desenhar em guardanapos o que se tornaria a Criança. Depois de cada dia de trabalho na realidade virtual de O Rei Leão ambientada em Playa Vista, Favreau ficava até tarde e trabalhava mais algumas horas desenvolvendo seu projeto secreto de televisão para a Lucasfilm.
Em 9 de novembro de 2017, o presidente e CEO da Walt Disney Company, Bob Iger, durante uma teleconferência de lucros trimestrais com investidores, anunciou que a Disney e a Lucasfilm estavam desenvolvendo uma nova série de televisão Star Wars de ação ao vivo para o próximo serviço de streaming da Disney, até então sem nome. Em 6 de fevereiro de 2018, foi relatado que Iger revelou durante outra teleconferência de relatório financeiro com investidores que várias séries live-action de Star Wars estavam realmente em desenvolvimento pela Disney, dizendo: "Não estamos desenvolvendo apenas uma, mas alguns Star Wars séries especificamente para o aplicativo direto ao consumidor da Disney. Já mencionamos isso e estamos perto de revelar pelo menos uma das entidades que está desenvolvendo isso para nós. Como o negócio não foi totalmente fechado, não podemos ser específicos sobre isso. Acho que você descobrirá que o nível de talento na frente da televisão também será bastante significativo."
Em 8 de março de 2018, a Lucasfilm anunciou que Favreau seria o escritor e produtor executivo da próxima série. Em maio de 2018, Favreau afirmou que metade dos scripts da primeira temporada foram concluídos. Em 3 de outubro, Favreau anunciou que a série se chamava The Mandalorian e revelou a premissa central do show. No dia seguinte, foi revelado que os produtores executivos adicionais incluiriam Dave Filoni, Kathleen Kennedy e Colin Wilson, com Karen Gilchrist atuando como co-produtora executiva. Filoni também deveria dirigir o primeiro episódio da série com diretores adicionais, incluindo Taika Waititi, Bryce Dallas Howard, Rick Famuyiwa e Deborah Chow. A primeira temporada custou US$ 100 milhões para ser feita.
Em 12 de julho de 2019, durante uma coletiva de imprensa para o remake de O Rei Leão, Favreau revelou que havia escrito roteiros para a segunda temporada e que a pré-produção estava em andamento. Favreau dirigiu um episódio da segunda temporada, depois que ele estava muito ocupado com a produção de O Rei Leão para dirigir na primeira temporada da série. A segunda temporada introduz "uma história maior do mundo" com os episódios "menos isolados, mas [com seu] sabor próprio" ainda. A história entre o Mandaloriano e a Criança também continua a se desenvolver. A temporada também explora diferentes histórias relacionadas a outros personagens; esta abordagem foi inspirada em Game of Thrones, e sua capacidade de seguir personagens através de várias histórias. O ator Giancarlo Esposito disse que além de aprender mais sobre "o poder da Criança, o que a Criança realmente significa", a segunda temporada explora ainda mais o Sabre Sombrio.
No final de abril de 2020, Favreau estava trabalhando na terceira temporada "por um tempo", junto com um trabalho adicional de pré-produção também em andamento. Em setembro de 2020, Esposito disse que já que havia "tanto para explorar" com a série, a segunda temporada "começaria a estabelecer as bases para a profundidade e amplitude que virão na temporada 3 e 4, onde vamos realmente começar a obter respostas."

### Elenco
Em novembro de 2018, Pedro Pascal, Gina Carano e Nick Nolte foram escalados para os papéis principais. Depois de se encontrar com Favreau, Pascal inicialmente pensou que seria Boba Fett, mas ele interpreta um Mandaloriano chamado Din Djarin. Em 12 de dezembro de 2018, a LucasFilm anunciou que Giancarlo Esposito, Carl Weathers, Emily Swallow, Omid Abtahi e Werner Herzog se juntaram ao elenco principal. Em 21 de março de 2019, foi revelado que Taika Waititi estava gravando uma voz para a série, especulado para ser o droide caçador de recompensas IG-88, mas acabou sendo um novo personagem chamado IG-11. Imagens mostradas na Celebração de Star Wars em abril de 2019 revelaram que Bill Burr e Mark Boone Junior estavam na série, com Burr retratando um fora da lei. Na D23 Expo em agosto, foi revelado que Ming-Na Wen apareceria na série. Julia Jones foi anunciada em setembro.
Em março de 2020, foi relatado que Rosario Dawson iria aparecer como Ahsoka Tano na segunda temporada, que seria a primeira aparição live-action do personagem na tela. Tendo aparecido anteriormente na mídia de animação de Star Wars, The Clone Wars (filme e série de televisão) e Star Wars Rebels, a voz de Ahsoka foi brevemente ouvida no filme de ação ao vivo Star Wars: The Rise of Skywalker ; ela foi dublada por Ashley Eckstein nessas aparições. Pouco depois, Michael Biehn se juntou ao elenco como um caçador de recompensas. No início de maio, foi revelado que Temuera Morrison iria repetir o papel de Boba Fett. Morrison já havia retratado o pai de Boba, Jango Fett, em Star Wars: Episódio II - Ataque dos Clones e também dublou Boba Fett em várias mídias de Star Wars. Boba Fett foi anteriormente acusado de retornar no episódio da primeira temporada "The Gunslinger". Pouco depois, foi revelado que Katee Sackhoff estava reprisando seu papel como Bo-Katan Kryze, tendo anteriormente dublado a personagem em The Clone Wars e Rebels, e Timothy Olyphantfoi revelado que também apareceu na temporada, como Cobb Vanth.

### Filmagens
A fotografia principal da primeira temporada começou durante a primeira semana de outubro de 2018 no sul da Califórnia, sob o título provisório de Huckleberry. George Lucas visitou o set da série como uma surpresa de aniversário para Favreau em 19 de outubro; mais tarde foi revelado que Lucas teve algum nível de envolvimento na criação do show. Vários itens descritos como "nada substancial" foram roubados do set da série em 25 de outubro. Quando Pascal se tornava indisponível para as filmagens, o Mandaloriano ocasionalmente era retratado fisicamente pelos atores de dublê Brendan Wayne e Lateef Crowdercom Wayne tendo trabalhado em estreita colaboração com Pascal para desenvolver o personagem. As filmagens da primeira temporada terminaram em 27 de fevereiro de 2019.
Dave Filoni, Taika Waititi, Bryce Dallas Howard, Rick Famuyiwa e Deborah Chow foram os diretores da temporada. Favreau foi incapaz de dirigir qualquer parte da primeira temporada devido a seus compromissos com O Rei Leão, e queria que os diretores da série fossem um grupo diversificado de cineastas que pudessem trazer perspectivas diferentes para a série. O único pré-requisito que ele tinha para os diretores era que eles adorassem Star Wars. De acordo com Famuyiwa, Favreau descreveu o grupo como um " tipo de tripulação Dirty Dozen, Magnificent Seven". Filoni fez sua estréia na direção de live-action com a série. Ele viu O Mandalorian como uma chance de aplicar as lições que aprendeu com Lucas sobre a produção de filmes live-action durante a produção da série de animação Star Wars, e também descreveu Favreau como um mentor que estava promovendo a educação de Filoni e poderia ajudá-lo a superar desafios específicos para live-action. Filoni também serviu como diretor de segunda unidade para os outros cineastas, filmando tomadas rápidas para eles, conforme necessário, enquanto estavam ocupados em outras cenas. Favreau observou que o quarto episódio da série, "Sanctuary", foi o mais difícil de fazer devido à configuração da floresta e aos requisitos de ação, e brincou que esse era o motivo de Howard, o mais inexperiente dos diretores da primeira temporada, ter recebido aquele episódio para dirigir. Howard se sentiu protegido pela experiência de Favreau e Filoni, sentindo-se confortável para ir até eles com qualquer dúvida sobre a produção de filmes e Star Wars. Howard também sentiu que tinha liberdade criativa ao dirigir o episódio, algo que surpreendeu seu pai Ron Howard, que dirigiu o filme Solo: A Star Wars Story (2018).
A série é filmada em um grande estúdio com uma parede de vídeo de 360 graus no Manhattan Beach Studios, complementada por filmagens em locações limitadas no sul da Califórnia. Mais tarde foi revelado que a parede de vídeo foi construída para formar um "volume" de 270 graus, com painéis opcionais que podem ser inseridos quando necessário para cobertura de 360 graus. A série enviou equipes de câmeras para filmar locais distantes como Islândia e Chile, os ativos digitais resultantes foram integrados em cenários virtuais construídos com o motor de jogo Unreal da Epic Games, e esses cenários foram exibidos na parede de vídeo. Nas palavras de Favreau: “Então, há fotografia real sendo incorporada, mas os atores não são trazidos para a locação. A locação é trazida para os atores”. O que fez os cenários virtuais da série parecerem tão imersivos (ao contrário de imagens planas em uma parede de vídeo) foi a capacidade do motor Unreal de simular paralaxe em tempo real com precisão onde a câmera estava apontada no momento. Para fazer isso, pequenas câmeras de captura de movimento foram montadas no topo da parede de vídeo para assistir os marcadores infravermelhos na câmera principal (e por sua vez, as câmeras de captura de movimento tiveram que ser removidas digitalmente na pós-produção). Uma vez que o motor Unreal soube a localização exata e o ângulo da câmera, ele poderia atualizar a paralaxe dentro de um pequeno pedaço da parede de vídeo atualmente visível para a câmera.
A pré-produção e o planejamento para a segunda temporada estavam em andamento em julho de 2019. Um mês depois, Famuyiwa foi confirmado para retornar para a segunda temporada, mas Waititi não deveria retornar devido a um conflito de agendamento com seu filme Next Goal Wins. Em setembro, Favreau disse que dirigiria um episódio da segunda temporada. As filmagens para a segunda temporada começaram em 7 de outubro de 2019. Para evitar que as informações da temporada fossem estragadas, a série aumentou a segurança durante a produção, dando roteiros aos atores apenas para seus episódios e viajando para definido em mantos pretos. No final daquele mês, Carl Weathers foi confirmado para dirigir um episódio da temporada; Favreau havia prometido que Weathers poderia dirigir um episódio da segunda temporada ao contratar o ator para co-estrelar na primeira temporada. Filoni foi confirmado para retornar para a segunda temporada quando as filmagens da temporada terminaram em 8 de março de 2020. Em 4 de maio, Star Wars Day, Robert Rodriguez e Peyton Reed revelaram que eles também dirigiram episódios do segunda temporada. Em junho daquele ano, Sam Hargrave revelou que era o segundo diretor de unidade da temporada. Hargrave disse que Favreau estava "procurando alguém que tivesse experiência com ação" e que ele "queria desenvolver" o que foi feito na primeira temporada, trazendo "uma nova perspectiva e [levando] a outro nível" para segunda temporada.

### Efeitos visuais
O estúdio de efeitos visuais Industrial Light & Magic, uma subsidiária da Lucasfilm, abriu uma nova divisão em novembro de 2018 voltada para streaming e episódios de televisão chamada ILM TV. Com sede em Londres e com o suporte das localizações da empresa em San Francisco, Vancouver e Cingapura, espera-se que a nova divisão trabalhe extensivamente em séries de televisão Star Wars, começando com The Mandalorian.
Unreal Engine 4, um motor de jogo desenvolvido pela Epic Games, é usado para criar os fundos digitais. Isso torna a renderização dos efeitos visuais mais rápida do que normalmente seria possível para uma série de ação ao vivo, e Favreau disse que a tecnologia pode ser aplicada a uma variedade de desafios. Então, em vez de usar esboços em um quadro branco para mapear as cenas, o storyboard foi feito no motor de jogo. No entanto, apenas cerca de 50% das fotos foram realmente renderizadas através do Unreal e capturadas na câmera. Os outros 50% foram criados por meio do pipeline de efeitos visuais tradicionais do ILM e renderizados com o V-Ray. Motor de imagem também criou efeitos visuais para a série, particularmente no "Capítulo 3: O Pecado" e "Capítulo 6: O Prisioneiro".

### Música
Em 19 de dezembro de 2018, foi anunciado que Ludwig Göransson iria compor a trilha sonora da série. Cada capítulo tem seu próprio álbum de trilha sonora, lançado no mesmo dia. Para a partitura, Göransson tocou muitos dos instrumentos principais e, em seguida, adicionou uma orquestra de 70 instrumentos. Ele escreveu quatro horas de música para os oito episódios.
Göransson também escreverá a música para a segunda temporada do show. Para criar sua trilha sonora para a temporada, devido ao fechamento da indústria por causa da pandemia COVID-19, os músicos da orquestra foram gravados remotamente ou em grupos menores e distantes. Favreau explicou que foi "notável o que foram capazes de alcançar nestas circunstâncias".

## Lançamento
The Mandalorian estreou no serviço de streaming Disney+ em seu dia de lançamento nos Estados Unidos, 12 de novembro de 2019. A segunda temporada estreou em 30 de outubro de 2020. A terceira temporada está programada para ser lançada em fevereiro de 2023.

## Spin-offs
Em novembro de 2019, o CCO do Walt Disney Studios, Alan Horn, disse que se a série fosse bem-sucedida, um filme com o Mandaloriano poderia ser desenvolvido. No mês seguinte, Favreau disse que havia uma oportunidade de explorar os personagens da série em outros filmes ou séries de televisão de Star Wars. Bob Iger disse em fevereiro de 2020 que histórias derivadas de The Mandalorian estavam sendo considerados e havia potencial para adicionar mais personagens ao programa com a intenção de dar a eles sua própria série. Favreau disse em outubro que à medida que mais personagens são introduzidos na série, "estamos começando a explorar onde podemos ir". Ele sentiu que a Lucasfilm poderia ser "mais responsiva" às reações do público na determinação de possíveis spin-offs devido ao tempo de produção mais rápido para séries de televisão do que filmes. Favreau olhou para sua experiência trabalhando no Universo Cinematográfico Marvel, onde existem histórias menores dentro da narrativa maior, como um guia potencial para spin-offs. Além disso, tanto Favreau quanto Pascal estavam abertos à ideia do Mandaloriano aparecer em um filme de Star Wars, mas Favreau estava "sem pressa" para fazer isso.
Em dezembro de 2020, as séries derivadas Rangers of the New Republic, Ahsoka e O Livro de Boba Fett foram anunciadas, com todas as três séries desenvolvidas por Favreau e Filoni, ambientadas na linha temporal de The Mandalorian, e planejado para culminar em um "evento de história climática". Antes da Lucasfilm anunciar que Carano não era mais empregada pela empresa em fevereiro de 2021, o The Hollywood Reporter havia relatado que havia potencial para ela estrelar Rangers of the New Republic. O desenvolvimento ativo da série não havia começado em maio, e ainda estava em espera em novembro, quando Kennedy disse que o desenvolvimento não havia chegado a um ponto em que os roteiros fossem escritos. Ela disse que havia potencial para as ideias da série serem incorporadas na "próxima iteração" de The Mandalorian. Uma nova série, Star Wars: Skeleton Crew, foi anunciada em maio de 2022 depois de ser desenvolvida por Jon Watts e Christopher Ford. Favreau e Filoni foram revelados como produtores executivos da série, que também se passa na linha temporal de The Mandalorian e Ahsoka.

### O Livro de Boba Fett
Uma minissérie derivada focada em Boba Fett foi anunciada em novembro de 2020. Foi anunciado oficialmente como The Book of Boba Fett um mês depois, e já estava em produção naquele momento. Favreau, Filoni e Robert Rodriguez são os produtores executivos, com Morrison e Wen reprisando seus respectivos papéis como Fett e Fennec Shand. Pascal, Swallow, Sedaris, Olyphant, Dawson e Hamill também reprisam seus papéis, junto com Favreau como a voz de Paz Vizsla, Paul Sun-Hyung Lee como Carson Teva, e W. Earl Brown como o bartender Weequay, com Grogu também aparecendo. A série é composta por sete episódios e foi lançada de dezembro de 2021 a fevereiro de 2022.

### Ahsoka
Uma série limitada intitulada Ahsoka, com Dawson reprisando seu papel como Ahsoka Tano, foi revelada em dezembro de 2020 com Filoni escrevendo e produzindo ao lado de Favreau. A série foi lançada em 2023.

## Outras mídias

### Série documental
| Temporada | Temporada | Episódios | Episódios | Originalmente lançado  | Originalmente lançado |
| Temporada | Temporada | Episódios | Episódios | Estreia da temporada   | Final da temporada    |
| --------- | --------- | --------- | --------- | ---------------------- | --------------------- |
|           | 1         | 8         | 8         | 4 de maio de 2020      | 19 de junho de 2020   |
|           | 2         | 2         | 2         | 25 de dezembro de 2020 | 25 de agosto de 2021  |

Uma série documental, Disney Gallery: The Mandalorian, apresenta entrevistas com o elenco e a equipe de The Mandalorian, cenas dos bastidores e conversas em mesa redonda organizadas por Favreau que exploram a produção da série. A primeira temporada estreou no Disney+ em 4 de maio de 2020, Dia de Star Wars. Um especial de uma hora cobrindo a segunda temporada foi lançado em 25 de dezembro de 2020, com um segundo episódio especial cobrindo o final da segunda temporada lançado em 25 de agosto de 2021.

### Publicações
A Lucasfilm anunciou uma campanha de publicação de livros e quadrinhos para a série em junho de 2020. A campanha foi anunciada para incluir The Art of The Mandalorian (Season One) de Phil Szostak, um romance adulto original escrito por Adam Christopher e publicado pela Del Rey Books, um guia visual escrito por Pablo Hidalgo e publicado pela DK, uma novelização juvenil da primeira temporada escrita por Joe Schreiber, e histórias em quadrinhos inspiradas na série a ser publicada pela Marvel Comics e IDW. Um mês depois, o romance de Christopher foi adiado de dezembro de 2020 para novembro de 2021, antes que ele e o guia visual de Hidalgo fossem cancelados em março de 2021. Hidalgo declarou em dezembro de 2021 que o programa de publicação havia sido suspenso para evitar possíveis contradições ou restrições que pudessem ter surgido entre o material publicado e a série derivada em desenvolvimento.

### Jogos eletrônicos
Em novembro de 2020, o Minecraft lançou conteúdo para download com tema de Star Wars, que incluía locais e personagens de The Mandalorian. Din Djarin e Grogu aparecem como cosméticos desbloqueáveis em Zero Point, evento do Capítulo 2 de Fortnite Battle Royale. O rifle sniper e o jetpack de Djarin também estavam disponíveis como itens utilizáveis. Alguns dos personagens da série são personagens jogáveis em Disney Magic Kingdoms. Personagens das duas primeiras temporadas da série foram disponibilizados como conteúdo para download para Lego Star Wars: The Skywalker Saga.

## Resposta crítica
| Temporada | Rotten Tomatoes      | Metacritic         |
| --------- | -------------------- | ------------------ |
| 1         | 93% (337 avaliações) | 70 (29 avaliações) |
| 2         | 93% (450 avaliações) | 76 (14 avaliações) |
| 3         | 85% (239 avaliações) | 70 (14 avaliações) |

Para a primeira temporada, o site agregador de críticas Rotten Tomatoes relatou uma taxa de aprovação de 93% com uma classificação média de 7.9/10 com base em 337 avaliações. O consenso crítico do site diz: "Embalado em ação e habilmente elaborado - se às vezes um pouco retido - The Mandalorian é uma adição bem-vinda ao universo de Star Wars que se beneficia muito da fofura de sua carga." O Metacritic, que usa uma média ponderada, atribuiu uma pontuação de 70 em 100 para a temporada, com base em comentários de 29 críticos, indicando "críticas geralmente favoráveis".
Para a segunda temporada, o Rotten Tomatoes relatou um índice de aprovação de 93% com uma pontuação média de 8.5/10, com base em 450 avaliações. O consenso crítico do site diz: "Com os favoritos dos fãs e rostos novos em abundância tanto na frente quanto atrás das câmeras, a segunda temporada de The Mandalorian solidifica seu lugar como uma das sagas mais envolventes e emocionantes de Star Wars." O Metacritic atribuiu uma pontuação de 76 em 100 com base em 14 críticos, indicando "críticas geralmente favoráveis".
Para a terceira temporada, o Rotten Tomatoes reportou um índice de aprovação de 85%, com uma nova média de 7,55 (de 10), baseado em 239 resenhas. O consenso crítico do site diz: "a quilometragem pode variar em alguns parsecs conforme The Mandalorian se torna cada vez mais sobre o tecido conectivo da tradição mais ampla de Star Wars, mas esta continua sendo uma das aventuras mais envolventes em um galáxia muito, muito distante". Já no Metacritic a nota foi 70 (de 100) baseado em 14 críticas, indicando "resenhas geralmente favoráveis".

## Enquadramento no universoStar Wars
| Filmes e séries | Filmes e séries                     | Calendário ficcional (em anos) | Calendário ficcional (em anos) | Calendário ficcional (em anos) | Calendário ficcional (em anos) | Calendário ficcional (em anos) | Calendário ficcional (em anos) | Calendário ficcional (em anos) | Calendário ficcional (em anos) | Calendário ficcional (em anos) | Calendário ficcional (em anos) | Calendário ficcional (em anos) | Calendário ficcional (em anos) | Calendário ficcional (em anos) | Calendário ficcional (em anos) | Calendário ficcional (em anos) | Calendário ficcional (em anos) | Calendário ficcional (em anos) | Calendário ficcional (em anos) | Calendário ficcional (em anos) | Calendário ficcional (em anos) | Calendário ficcional (em anos) | Calendário ficcional (em anos) | Calendário ficcional (em anos) | Calendário ficcional (em anos) | Calendário ficcional (em anos) | Calendário ficcional (em anos) | Calendário ficcional (em anos) | Calendário ficcional (em anos) | Calendário ficcional (em anos) | Calendário ficcional (em anos) | Calendário ficcional (em anos) | Calendário ficcional (em anos) | Calendário ficcional (em anos) | Calendário ficcional (em anos) | Calendário ficcional (em anos) | Calendário ficcional (em anos) | Calendário ficcional (em anos) | Calendário ficcional (em anos) | Calendário ficcional (em anos) | Calendário ficcional (em anos) | Calendário ficcional (em anos) | Calendário ficcional (em anos) | Calendário ficcional (em anos) | Calendário ficcional (em anos) | Calendário ficcional (em anos) | Calendário ficcional (em anos) | Calendário ficcional (em anos) | Calendário ficcional (em anos) | Calendário ficcional (em anos) | Calendário ficcional (em anos) |
| Filmes e séries | Filmes e séries                     | Antes da Batalha de Yavin      | Antes da Batalha de Yavin      | Antes da Batalha de Yavin      | Antes da Batalha de Yavin      | Antes da Batalha de Yavin      | Antes da Batalha de Yavin      | Antes da Batalha de Yavin      | Antes da Batalha de Yavin      | Antes da Batalha de Yavin      | Antes da Batalha de Yavin      | Antes da Batalha de Yavin      | Antes da Batalha de Yavin      | Antes da Batalha de Yavin      | Antes da Batalha de Yavin      | Antes da Batalha de Yavin      | Antes da Batalha de Yavin      | Antes da Batalha de Yavin      | Antes da Batalha de Yavin      | Antes da Batalha de Yavin      | Antes da Batalha de Yavin      | Antes da Batalha de Yavin      | Antes da Batalha de Yavin      | Antes da Batalha de Yavin      | Antes da Batalha de Yavin      | Antes da Batalha de Yavin      | Antes da Batalha de Yavin      | Antes da Batalha de Yavin      | Antes da Batalha de Yavin      | Antes da Batalha de Yavin      | Antes da Batalha de Yavin      | Depois da Batalha de Yavin     | Depois da Batalha de Yavin     | Depois da Batalha de Yavin     | Depois da Batalha de Yavin     | Depois da Batalha de Yavin     | Depois da Batalha de Yavin     | Depois da Batalha de Yavin     | Depois da Batalha de Yavin     | Depois da Batalha de Yavin     | Depois da Batalha de Yavin     | Depois da Batalha de Yavin     | Depois da Batalha de Yavin     | Depois da Batalha de Yavin     | Depois da Batalha de Yavin     | Depois da Batalha de Yavin     | Depois da Batalha de Yavin     | Depois da Batalha de Yavin     | Depois da Batalha de Yavin     | Depois da Batalha de Yavin     | Depois da Batalha de Yavin     |
| Filmes e séries | Filmes e séries                     | 33                             | 32                             | 31                             | 30–24                          | 23                             | 22                             | 21                             | 20                             | 19                             | 18                             | 17                             | 16                             | 15                             | 14                             | 13                             | 12                             | 11                             | 10                             | 9                              | 8                              | 7                              | 6                              | 5                              | 4                              | 3                              | 2                              | 1                              | 0                              | 0                              | 0                              | 0                              | 1                              | 2                              | 3                              | 4                              | 5                              | 6                              | 7                              | 8                              | 9                              | 10                             | 11                             | 12–31                          | 32                             | 33                             | 34                             | 34                             | 35                             | 36-49                          | 50                             |
| --- | ----------------------------------- | ------------------------------ | ------------------------------ | ------------------------------ | ------------------------------ | ------------------------------ | ------------------------------ | ------------------------------ | ------------------------------ | ------------------------------ | ------------------------------ | ------------------------------ | ------------------------------ | ------------------------------ | ------------------------------ | ------------------------------ | ------------------------------ | ------------------------------ | ------------------------------ | ------------------------------ | ------------------------------ | ------------------------------ | ------------------------------ | ------------------------------ | ------------------------------ | ------------------------------ | ------------------------------ | ------------------------------ | ------------------------------ | ------------------------------ | ------------------------------ | ------------------------------ | ------------------------------ | ------------------------------ | ------------------------------ | ------------------------------ | ------------------------------ | ------------------------------ | ------------------------------ | ------------------------------ | ------------------------------ | ------------------------------ | ------------------------------ | ------------------------------ | ------------------------------ | ------------------------------ | ------------------------------ | ------------------------------ | ------------------------------ | ------------------------------ | ------------------------------ |
| A Ameaça Fantasma Ataque dos Clones A Vingança dos Sith |                                     |                                | I                              |                                |                                |                                | II                             |                                |                                | III                            |                                |                                |                                |                                |                                |                                |                                |                                |                                |                                |                                |                                |                                |                                |                                |                                |                                |                                |                                |                                |                                |                                |                                |                                |                                |                                |                                |                                |                                |                                |                                |                                |                                |                                |                                |                                |                                |                                |                                |                                |                                |
| Uma Nova Esperança O Império Contra-Ataca O Regresso de Jedi |                                     |                                |                                |                                | IV                             | IV                             | V                              | VI                             |                                |                                |                                |                                |                                |                                |                                |                                |                                |                                |                                |                                |                                |                                |                                |                                |                                |                                |                                |                                |                                |                                |                                |                                |                                |                                |                                |                                |                                |                                |                                |                                |                                |                                |                                |                                |                                |                                |                                |                                |                                |                                |                                |
| O Despertar da Força Os Últimos Jedi A Ascensão de Skywalker |                                     |                                |                                |                                |                                | VII                            | VIII                           | IX                             |                                |                                |                                |                                |                                |                                |                                |                                |                                |                                |                                |                                |                                |                                |                                |                                |                                |                                |                                |                                |                                |                                |                                |                                |                                |                                |                                |                                |                                |                                |                                |                                |                                |                                |                                |                                |                                |                                |                                |                                |                                |                                |                                |
| Rogue One Solo |                                     | a                              | R1                             |                                |                                |                                |                                |                                |                                |                                |                                |                                |                                |                                |                                |                                |                                |                                |                                |                                |                                |                                |                                |                                |                                |                                |                                |                                |                                |                                |                                |                                |                                |                                |                                |                                |                                |                                |                                |                                |                                |                                |                                |                                |                                |                                |                                |                                |                                |                                |                                |
| Rogue One Solo | a                                   | S                              |                                |                                |                                |                                |                                |                                |                                |                                |                                |                                |                                |                                |                                |                                |                                |                                |                                |                                |                                |                                |                                |                                |                                |                                |                                |                                |                                |                                |                                |                                |                                |                                |                                |                                |                                |                                |                                |                                |                                |                                |                                |                                |                                |                                |                                |                                |                                |                                |                                |
| The Clone Wars (+ Filme) The Bad Batch Obi-Wan Kenobi Rebels Andor Resistance The Mandalorian O Livro de Boba Fett Ahsoka |                                     | Clone Wars                     | Clone Wars                     | Clone Wars                     | Clone Wars                     |                                |                                |                                |                                |                                |                                |                                |                                |                                |                                |                                |                                |                                |                                |                                |                                |                                |                                |                                |                                |                                |                                |                                |                                |                                |                                |                                |                                |                                |                                |                                |                                |                                |                                |                                |                                |                                |                                |                                |                                |                                |                                |                                |                                |                                |                                |
| The Clone Wars (+ Filme) The Bad Batch Obi-Wan Kenobi Rebels Andor Resistance The Mandalorian O Livro de Boba Fett Ahsoka |                                     |                                | BB                             |                                |                                |                                |                                |                                |                                |                                |                                |                                |                                |                                |                                |                                |                                |                                |                                |                                |                                |                                |                                |                                |                                |                                |                                |                                |                                |                                |                                |                                |                                |                                |                                |                                |                                |                                |                                |                                |                                |                                |                                |                                |                                |                                |                                |                                |                                |                                |                                |
| The Clone Wars (+ Filme) The Bad Batch Obi-Wan Kenobi Rebels Andor Resistance The Mandalorian O Livro de Boba Fett Ahsoka |                                     | K                              |                                |                                |                                |                                |                                |                                |                                |                                |                                |                                |                                |                                |                                |                                |                                |                                |                                |                                |                                |                                |                                |                                |                                |                                |                                |                                |                                |                                |                                |                                |                                |                                |                                |                                |                                |                                |                                |                                |                                |                                |                                |                                |                                |                                |                                |                                |                                |                                |                                |
| The Clone Wars (+ Filme) The Bad Batch Obi-Wan Kenobi Rebels Andor Resistance The Mandalorian O Livro de Boba Fett Ahsoka |                                     | Rebels                         | Rebels                         | Rebels                         | Rebels                         | Rebels                         | Rebels                         | b                              |                                |                                |                                |                                |                                |                                |                                |                                |                                |                                |                                |                                |                                |                                |                                |                                |                                |                                |                                |                                |                                |                                |                                |                                |                                |                                |                                |                                |                                |                                |                                |                                |                                |                                |                                |                                |                                |                                |                                |                                |                                |                                |                                |
| The Clone Wars (+ Filme) The Bad Batch Obi-Wan Kenobi Rebels Andor Resistance The Mandalorian O Livro de Boba Fett Ahsoka | Andor                               |                                |                                |                                |                                |                                |                                |                                |                                |                                |                                |                                |                                |                                |                                |                                |                                |                                |                                |                                |                                |                                |                                |                                |                                |                                |                                |                                |                                |                                |                                |                                |                                |                                |                                |                                |                                |                                |                                |                                |                                |                                |                                |                                |                                |                                |                                |                                |                                |                                |                                |
| The Clone Wars (+ Filme) The Bad Batch Obi-Wan Kenobi Rebels Andor Resistance The Mandalorian O Livro de Boba Fett Ahsoka |                                     |                                |                                |                                |                                | Resistance                     |                                |                                |                                |                                |                                |                                |                                |                                |                                |                                |                                |                                |                                |                                |                                |                                |                                |                                |                                |                                |                                |                                |                                |                                |                                |                                |                                |                                |                                |                                |                                |                                |                                |                                |                                |                                |                                |                                |                                |                                |                                |                                |                                |                                |                                |
| The Clone Wars (+ Filme) The Bad Batch Obi-Wan Kenobi Rebels Andor Resistance The Mandalorian O Livro de Boba Fett Ahsoka | M                                   |                                |                                |                                |                                |                                |                                |                                |                                |                                |                                |                                |                                |                                |                                |                                |                                |                                |                                |                                |                                |                                |                                |                                |                                |                                |                                |                                |                                |                                |                                |                                |                                |                                |                                |                                |                                |                                |                                |                                |                                |                                |                                |                                |                                |                                |                                |                                |                                |                                |                                |
| The Clone Wars (+ Filme) The Bad Batch Obi-Wan Kenobi Rebels Andor Resistance The Mandalorian O Livro de Boba Fett Ahsoka | BF                                  |                                |                                |                                |                                |                                |                                |                                |                                |                                |                                |                                |                                |                                |                                |                                |                                |                                |                                |                                |                                |                                |                                |                                |                                |                                |                                |                                |                                |                                |                                |                                |                                |                                |                                |                                |                                |                                |                                |                                |                                |                                |                                |                                |                                |                                |                                |                                |                                |                                |                                |
| The Clone Wars (+ Filme) The Bad Batch Obi-Wan Kenobi Rebels Andor Resistance The Mandalorian O Livro de Boba Fett Ahsoka | A                                   |                                |                                |                                |                                |                                |                                |                                |                                |                                |                                |                                |                                |                                |                                |                                |                                |                                |                                |                                |                                |                                |                                |                                |                                |                                |                                |                                |                                |                                |                                |                                |                                |                                |                                |                                |                                |                                |                                |                                |                                |                                |                                |                                |                                |                                |                                |                                |                                |                                |                                |
| Era | Era                                 | Queda dos Jedi                 | Queda dos Jedi                 | Queda dos Jedi                 | Queda dos Jedi                 | Queda dos Jedi                 | Queda dos Jedi                 | Queda dos Jedi                 | Queda dos Jedi                 | Queda dos Jedi                 | Ascensão do Império            | Ascensão do Império            | Ascensão do Império            | Ascensão do Império            | Ascensão do Império            | Ascensão do Império            | Ascensão do Império            | Ascensão do Império            | Ascensão do Império            | Ascensão do Império            | Ascensão do Império            | Ascensão do Império            | Ascensão do Império            | Era da Rebelião                | Era da Rebelião                | Era da Rebelião                | Era da Rebelião                | Era da Rebelião                | Era da Rebelião                | Era da Rebelião                | Era da Rebelião                | Era da Rebelião                | Era da Rebelião                | Era da Rebelião                | Era da Rebelião                | Era da Rebelião                | Era da Rebelião                | A Nova República               | A Nova República               | A Nova República               | A Nova República               | A Nova República               | A Nova República               | A Nova República               | A Nova República               | Ascensão da Primeira Ordem     | Ascensão da Primeira Ordem     | Ascensão da Primeira Ordem     | Ascensão da Primeira Ordem     |                                | A Nova Ordem Jedi              |
| \| \| Prequela (Episódios I–III) \| \| \| Trilogia Original (Episódios IV–VI) \| \| \| Sequela (Episódios VII–IX) \| \| \| Filmes A Star Wars Story \| \| \| Séries \| a: Prólogo b: Epílogo Os episódios da web série Star Wars: Força do Destino passam-se em alturas diferentes, o que dificulta a sua inserção no cronograma. Também estão excluídos minisséries, contos, bandas desenhadas e livros do cânone oficial do Star-Wars, bem como o parque temático Star Wars: Galaxy’s Edge (entre VIII e IX). A cronologia usa o calendário ficcional do universo Star-Wars em anos antes e depois da Batalha de Yavin. A Batalha de Yavin IV representa o final do Episódio IV, em que Luke Skywalker e os rebeldes destroem a primeira Estrela da Morte. |                                     |                                |                                |                                |                                |                                |                                |                                |                                |                                |                                |                                |                                |                                |                                |                                |                                |                                |                                |                                |                                |                                |                                |                                |                                |                                |                                |                                |                                |                                |                                |                                |                                |                                |                                |                                |                                |                                |                                |                                |                                |                                |                                |                                |                                |                                |                                |                                |                                |                                |                                |
| | Prequela (Episódios I–III)          |                                |                                |                                |                                |                                |                                |                                |                                |                                |                                |                                |                                |                                |                                |                                |                                |                                |                                |                                |                                |                                |                                |                                |                                |                                |                                |                                |                                |                                |                                |                                |                                |                                |                                |                                |                                |                                |                                |                                |                                |                                |                                |                                |                                |                                |                                |                                |                                |                                |                                |
| | Trilogia Original (Episódios IV–VI) |                                |                                |                                |                                |                                |                                |                                |                                |                                |                                |                                |                                |                                |                                |                                |                                |                                |                                |                                |                                |                                |                                |                                |                                |                                |                                |                                |                                |                                |                                |                                |                                |                                |                                |                                |                                |                                |                                |                                |                                |                                |                                |                                |                                |                                |                                |                                |                                |                                |                                |
| | Sequela (Episódios VII–IX)          |                                |                                |                                |                                |                                |                                |                                |                                |                                |                                |                                |                                |                                |                                |                                |                                |                                |                                |                                |                                |                                |                                |                                |                                |                                |                                |                                |                                |                                |                                |                                |                                |                                |                                |                                |                                |                                |                                |                                |                                |                                |                                |                                |                                |                                |                                |                                |                                |                                |                                |
| | Filmes A Star Wars Story            |                                |                                |                                |                                |                                |                                |                                |                                |                                |                                |                                |                                |                                |                                |                                |                                |                                |                                |                                |                                |                                |                                |                                |                                |                                |                                |                                |                                |                                |                                |                                |                                |                                |                                |                                |                                |                                |                                |                                |                                |                                |                                |                                |                                |                                |                                |                                |                                |                                |                                |
| | Séries                              |                                |                                |                                |                                |                                |                                |                                |                                |                                |                                |                                |                                |                                |                                |                                |                                |                                |                                |                                |                                |                                |                                |                                |                                |                                |                                |                                |                                |                                |                                |                                |                                |                                |                                |                                |                                |                                |                                |                                |                                |                                |                                |                                |                                |                                |                                |                                |                                |                                |                                |